# Ras al-Ayn
Ras al-Ayn o Ayn Warda (àrab: رأس العين, Raʾs al-ʿAyn, literalment ‘cap de la font’; kurd: Serêkanî; siríac: ܪܝܫ ܥܝܢܐ, Rēṣḥ 'Aynā; turc: Resuleyn, Raselayn o Ceylanpinar) és una població siriana de la governació d'al-Hasakah. Tenia una població de 29.347 habitants l'any 2004, tot i que fa trenta anys era encara un poble relativament petit. La població la formen arameus o siríacs, kurds, armenis, txetxens i turcmans sirians.

## Geografia
Està situada a la vora del riu Khabur, afluent de l'Eufrates. Una part de la població està en territori turc on s'anomena Raselayn. Les fonts de la població converteixen el rierol d'al-Jirjib (el curs superior del Khabur) en un riu que agafa el nom de Khabur des d'aquest lloc. La font més famosa és Naba al-Kebreet, amb molt de contingut mineral que va del calci al liti i fins i tot radi. Les fonts principals tradicionals són Ayn al-Husan, Ayn al-Kebrit, Ayn al-Zarka, Ayn al-Bayda i Ayn al-Hasan; el nombre de fonts de certa importància és de 15 però en total les fonts àrabs parlen de 360 fonts però no serien més de 100. A la rodalia hi ha les restes dels convents jacobites de Beth Tirai i Spequlos. Al sud-oest, a la riba dreta del Khabur, hi ha les notables ruïnes de Tell Halaf.

## Història
Fou l'antiga ciutat neoassíria de Sikan en el que avui dia és Tell al-Fakhariya, on es va trobar la famosa estàtua d'Adad-it'i/Hadd-yith'i, el rei de Guzana i de Sikan, amb una inscripció bilingüe en accadià i arameu que és la primera inscripció aramea coneguda, i està datada vers el 850 aC (alternativament alguns la retarden a abans de l'any 1000 aC). El geògraf grec Ptolemeu (168) anomena la ciutat Raisena.
A l'època romana s'anomenava Resaina i després Resaina-Teodosiòpolis (en honor de l'emperador Teodosi I el Gran o a Teodosi II). Fou destruïda pel general persa Adharmahan el 578 i altre cop el 580. Sota l'emperador Flavi Focas fou ocupada pels perses que la van restaurar. El 640 Iyad ibn Ghanm va ocupar l'Osroene i va i va enviar a Umayr ibn Sad a ocupar la ciutat (que apareix com a Resh Ayna); així els àrabs la van ocupar i li van dir Ras al-Ayn o Ayn Warda. El 3 de desembre del 873 va morir en aquesta ciutat el patriarca jacobita Yohannan III. El 942, després de les expedicions romanes d'Orient contra Dara i Nisibin, van iniciar la conquesta de la ciutat que fou ocupada i saquejada el 943.
El 1005 estava en mans d'un cap local de nom Ahmad al-Husayn Asfar Taghlib conegut com al-Asfar, que va atacar territori romà d'Orient a Shayzar i Mahruya prop d'Antioquia però fou rebutjat pel patrici Bighas. El governador Nicèfor Urà va fer una expedició el 1006 a la regió de Sarudj i va derrotar els nòmads àrabs numayrites i kilabites i va aconseguir que al-Asfar fos empresonat per l'emir d'Alep. El 1129 la ciutat fou amenaçada pels croats al mateix temps que Amida i Nisibin, i Joscelí d'Edessa la va conquerir matant a la població àrab; no se sap quant de temps la van dominar però en tot cas no fou gaire. El 1174/1175 Sayf al-Din (1170-1180) des de Mossul i Izz al-Din Masud I des d'Alep van marxar contra Saladí, i pel camí van assetjar Ras al-Ayn però foren derrotats a Kurun Hama.
Saladí va travessar l'Eufrates el 1185/1186 i va marxar per al-Ruha, Ras al-Ayn i Dara fins a Balad a la vora del Tigris. El seu fill al-Àfdal va rebre les poblacions de Sumaysat, Sarudj, Ras al-Ayn i Djumlin de mans d'al-Adil I (1201) però quan aquest va marxar cap a Damasc, la Jazira fou ocupada pels zengites Nur al-Din Arslan Shah I de Mosssul (1193-1211) i Kutb al-Din Muhammad de Sindjar (1197-1219) però angoixats per la calor excessiva de l'estiu quan eren a Ras al-Ayn, van signar la pau. El 10202/1203 al-Adil va privar a al-Àfdal de les viles de Sarudj, Ras al-Ayn i Djumlin i altres fortaleses. El 1209/1210 els georgians, que havien arribat fins a Khelat, es van retirar quan van saber que al-Adil I marxava al seu encontre i havia arribat a Ras al-Ayn. El 1219/1220 fou donada en feu a Ibn al-Mashtub, la rebel·lió del qual havia estat derrotada per al-Aixraf (1229-1237) fill d'al-Adil i governador per compte del seu pare de la Jazira amb seu a Haran (incloent també Akhlat). El mateix al-Àixraf va lluitar a l'any següent contra l'emir ortúquida de Mardin però es va ajustar la pau amb la mediació de l'emir d'Amida (Armènia) i llavors Ras al-Ayn fou reconeguda a al-Àixraf, i al-Muwazzar i Shabakhtan (la regió entorn de Dunaysir) van passar a l'emir d'Amida o Diyarbakir. El 1229 al-Àixraf va cedir Damasc al seu germà al-Kamil a canvi d'al-Ruha, Haran, Rakka, Sarudj, Ras al-Ayn, al-Muwazzar i Djumlin, de les que va prendre possessió el 1236/1237.
Derrotats els khwarizmites a Djabal Djalahman prop d'al-Ruha, l'exèrcit d'an-Nàssir Yússuf ibn al-Aziz d'Alep (1236-1260) es va apoderar d'Haran, al-Ruha, Ras al-Ayn, Djumlin, al-Muwazzar, Rakka, i districtes propers. Però el 1241 els khwrizmites aliats amb Malik al-Muzaffar de Mayyafarikin van atacar Ras al-Ayn; aquí la guarnició que comptava amb alguns mercenaris croats, els va fer front; finalment van poder entrar a la ciutat mitjançant un acord, que els atacants no van respectar i van fer presonera a la guarnició. Atacats pels aiúbides d'Alep, els khwarizmites i les forces de Malik al-Muzaffar de Mayyafarikin es van retirar, els presoners foren alliberats. El 1242 els mongols van arribar a Ras al-Ayn i els khwarizmites i turcmans van fer diverses expedicions de saqueig per la Jazira; l'exèrcit d'Alep manat pel general Djamal al-Dawla els va atacar a Ras al-Ayn (desembre del 1242); els dos exèrcits es van encarar; els khwarizmites van cridar en ajut l'emir de Mardin; finalment es va fer un tractat de pau i es va acordar que Ras al-Ayn quedava per l'emir ortúquida de Mardin. La ciutat fou destruïda al final del segle xiv per les forces de Tamerlà.